# Лежахів-Осада
Лежа́хів-Оса́да (пол. Leżachów-Osada) — село у Польщі, у гміні Ярослав Ярославського повіту Підкарпатського воєводства. Знаходиться на відстані 14 км на північ від Ярослава. Населення — 118 осіб (2011).
У 1975—1998 роках село належало до Перемишльського воєводства.

## Демографія
Демографічна структура станом на 31 березня 2011 року:
|          | Загалом | Допрацездатний вік | Працездатний вік | Постпрацездатний вік |
| -------- | ------- | ------------------ | ---------------- | -------------------- |
| Чоловіки | 62      | 17                 | 38               | 7                    |
| Жінки    | 56      | 8                  | 27               | 21                   |
| Разом    | 118     | 25                 | 65               | 28                   |